# GOOD Music
GOOD Music ist ein vom Rapper und Produzent Kanye West gegründetes US-amerikanisches Musiklabel, das Hip-Hop- und Contemporary R&B-Künstler veröffentlicht. Der Künstler John Legend ist seit Gründung des Labels unter Vertrag, im Februar 2006 kam Keyshia Cole als dritter Künstler hinzu. Im September 2015 wurde Pusha T von Kanye West zum Präsidenten des Labels erklärt.

## Künstler

### Derzeitige Künstler
| Künstler   | Jahr der Vertragsunterschrift | Veröffentlichungen unter dem Label |
| ---------- | ----------------------------- | ---------------------------------- |
| Kanye West | 2004                          | 4                                  |
| 070 Shake  | 2016                          | 3                                  |
| Sheck Wes  | 2018                          | 1                                  |

### Ehemalige Künstler
| Künstler        | Zeitraum  | Veröffentlichte Alben |
| --------------- | --------- | --------------------- |
| Common          | 2004–2011 | 3                     |
| GLC             | 2004–2006 | 0                     |
| Tony Williams   | 2004–2010 | 1                     |
| Common          | 2004–2010 | 3                     |
| Consequence     | 2004–2011 | 1                     |
| John Legend     | 2004–2016 | 6                     |
| Sa-Ra           | 2005–2007 | 0                     |
| Malik Yusef     | 2005–2016 | 1                     |
| Big Sean        | 2007–2021 | 7                     |
| Kid Cudi        | 2008–2013 | 3                     |
| Mr Hudson       | 2009–2016 | 1                     |
| Mos Def         | 2010–2016 | 0                     |
| Pusha T         | 2010–2022 | 6                     |
| D'banj          | 2011–2016 | 0                     |
| Q-Tip           | 2012      | 0                     |
| WZRD            | 2012–2013 | 1                     |
| Teyana Taylor   | 2012–2020 | 3                     |
| Kacy Hill       | 2014–2019 | 2                     |
| HXLT            | 2015–2019 | 1                     |
| Desiigner       | 2016–2019 | 2                     |
| Twenty88        | 2016–2021 | 1                     |
| Tyga            | 2017      | 0                     |
| Valee           | 2018–2019 | 2                     |
| Kids See Ghosts | 2018–2022 | 1                     |

### Produzenten
- Devo Springsteen
- Keezo Kane
- Jeff Bhasker
- No I.D.
- Don Jazzy
- Hit-Boy
- Lifted
- Mannie Fresh
- Patrick Scheiter
- Hudson Mohawke

## Diskografie
| Jahr | Information |
| ---- | --- |
| 2004 | John Legend – Get Lifted - Veröffentlichung: 28. Dezember 2004 (mit Columbia Records) - Singles: „Used to Love U“, „Ordinary People“, „Number One“, „So High“ - Verkäufe: 1.800.000                      |
| 2005 | Common – Be - Veröffentlichung: 24. Mai 2005 (mit Geffen Records) - Singles: „The Food“, „The Corner“, „Go!“, „Testify“, „Faithful“ - Verkäufe: 1.000.000                                                |
| 2006 | John Legend – Once Again - Veröffentlichung: 24. Oktober 2006 (mit Columbia Records) - Singles: „Save Room“, „Heaven“, „P.D.A. (We Just Don't Care)“, „Stereo“ - Verkäufe: 1.000.000                     |
| 2007 | Consequence – Don’t Quit Your Day Job - Veröffentlichung: 6. März 2007 (mit Columbia Records) - Singles: „Callin’ Me“, „Don’t Forget ’Em“, „The Good, The Bad, The Ugly“, „Job Song“ - Verkäufe:         |
| 2007 | Common – Finding Forever - Veröffentlichung: 31. Juli 2007 (mit Geffen Records) - Singles: „The Game“, „The People“, „Drivin’ Me Wild“, „I Want You“ - Verkäufe: 500.000                                 |
| 2008 | John Legend – Evolver - Veröffentlichung: 28. Oktober 2008 (mit Columbia Records) - Singles: „Green Light“, „If You’re Out There“, „Everybody Knows“, „This Time“ - Verkäufe: 500.000                    |
| 2008 | Common – Universal Mind Control - Veröffentlichung: 9. Dezember 2008 (mit Geffen Records) - Singles: „Universal Mind Control“, „Announcement“ - Verkäufe: 166.500                                        |
| 2009 | Malik Yusef – G.O.O.D. Morning, G.O.O.D. Night - Veröffentlichung: 2. Juni 2009 - Singles: „Magic Man“ - Verkäufe:                                                                                       |
| 2009 | Kid Cudi – Man on the Moon: The End of Day - Veröffentlichung: 15. September 2009 (mit Universal Motown Records) - Singles: „Day ’n’ Nite“, „Make Her Say“, „Pursuit of Happiness“ - Verkäufe: 4.000.000 |
| 2009 | Mr Hudson – Straight No Chaser - Veröffentlichung: 19. Oktober 2009 - Singles: „There Will Be Tears“, „Supernova“, „White Lies“ - Verkäufe:                                                              |
| 2010 | John Legend und The Roots – Wake Up! - Veröffentlichung: 21. September 2010 (mit Columbia Records) - Singles: „Wake Up Everybody“, „Hard Times“ - Verkäufe: 94.000                                       |
| 2010 | Kid Cudi – Man on the Moon II: The Legend of Mr. Rager - Veröffentlichung: 9. November 2010 (mit Universal Motown Records) - Singles: „Erase Me“ - Verkäufe: 353.000                                     |
| 2011 | Big Sean – Finally Famous - Veröffentlichung: 28. Juni 2011 (mit Def Jam Recordings) - Singles: „My Last“, „Marvin & Chardonnay“, „Dance (A$$)“ - Verkäufe: 248.000                                      |
| 2011 | Pusha T – Fear of God II: Let Us Pray - Veröffentlichung: 8. November 2011 (mit Decon) - Singles: „Trouble on My Mind“, „Amen“, „My God“ - Verkäufe: 13.000                                              |
| 2012 | GOOD Music – Cruel Summer - Veröffentlichung: 14. September 2012 (mit Def Jam Recordings) - Singles: „Mercy“, „Cold“, „New God Flow“, „Clique“ - Verkäufe: 205.000                                       |